# The Racketeer
The Racketeer is een Amerikaanse film noir uit 1929, geregisseerd door Howard Higgin en met in de hoofdrollen Carole Lombard, Roland Drew en Robert Armstrong. De film bevindt zich tegenwoordig in het publiek domein.

## Synopsis
Alcoholistische violist Tony Vaughan (Drew) en geminachte crimineel Mahlon Keane (Armstrong) worden beiden verliefd op Rhoda Philbrooke (Lombard).

## Rolverdeling
| Acteur           | Personage             |
| ---------------- | --------------------- |
| Robert Armstrong | Mahlon Keane          |
| Carole Lombard   | Rhoda Philbrooke      |
| Roland Drew      | Tony Vaughan          |
| Paul Hurst       | Mehaffy               |
| Kit Guard        | Gus                   |
| Al Hill          | Squid                 |
| Bobby Dunn       | The Rat               |
| Budd Fine        | Bernie Weber          |
| Hedda Hopper     | Mrs. Karen Lee        |
| Jeanette Loff    | Millie Chapman        |
| John Loder       | Jack Oakhurst         |
| Winter Hall      | Mr. Sam Chapman       |
| Winifred Harris  | Mrs. Margaret Chapman |
| Robert Parrish   | straatboef            |
| Phillips Smalley | roulettespeler        |